# Лауріц Шмідт
Лауріц Шмідт (норв. Lauritz Schmidt, 1 травня 1897 — 27 червня 1970) — норвезький яхтсмен.
Срібний призер Олімпійських Ігор 1920 року в класі 8 метрів (правила 1919 року), 1936 року в класі 8 метрів.